# Championnat des clubs caribéens de la CONCACAF 2018
Navigation
Édition précédente Édition suivante
Le championnat des clubs caribéens de la CONCACAF 2018 est la vingtième édition de cette compétition. Elle se dispute entre plusieurs équipes provenant des associations de l'Union caribéenne de football, mais est organisée par la CONCACAF.
Le vainqueur du championnat professionnel des Caraïbes est directement qualifié pour la Ligue des champions de la CONCACAF 2019. Les deuxième et troisième ainsi que le vainqueur du barrage entre le quatrième et le vainqueur du championnat amateur sont quant à eux qualifiés pour la Ligue de la CONCACAF 2018.

## Participants
À partir de 2018, l'Union caribéenne de football (CFU), avec l'accord de la CONCACAF, réorganise la compétition afin de séparer les clubs professionnels des clubs amateurs. Ainsi, comme au niveau de la CONCACAF, il y aura deux compétitions indépendantes :
- le championnat caribéen des clubs professionnels, auquel ne participent en 2018 que les clubs issus de championnat professionnel ou semi-professionnel. Il faut noter qu'à partir de 2019, seuls les clubs issus d'un championnat complètement professionnel pourront y participer.
- le championnat caribéen des clubs amateurs, auquel participent en 2018 les clubs issus de championnat amateur. Il faut noter qu'à partir de 2019, les clubs issus d'un championnat semi-professionnel seront reversés dans cette compétition.

Les compétitions sont ouvertes à tous les champions des championnats membres de la CFU s'étant terminés avant la fin 2017 et aux vice-champions des championnats pro ou semi-professionnels. Les inscriptions pour tous les clubs intéressés se sont closes le 31 décembre 2017.
Un total de 20 équipes, provenant de 16 associations de la CFU, entrent dans la compétition. Le tableau des clubs participants est donc le suivant :
| Nation                                   | Club                                     | Qualification                                    |
| Caribbean Professional Club Championship | Caribbean Professional Club Championship | Caribbean Professional Club Championship         |
| ---------------------------------------- | ---------------------------------------- | ------------------------------------------------ |
| Rép. dominicaine                         | Atlántico FC                             | Champion de République dominicaine 2017          |
| Rép. dominicaine                         | Atlético Pantoja                         | Vice-champion de République dominicaine 2017     |
| Haïti                                    | Real Hope FA                             | Vainqueur du Tournoi d'ouverture d'Haïti 2017    |
| Haïti                                    | Racing Gonaïves                          | Finaliste du Tournoi d'ouverture d'Haïti 2017    |
| Jamaïque                                 | Arnett Gardens FC                        | Champion de Jamaïque 2016-2017                   |
| Jamaïque                                 | Portmore United FC                       | Vice-champion de Jamaïque 2016-2017              |
| Trinité-et-Tobago                        | Central FC                               | Champion de Trinité-et-Tobago 2016-2017          |
| Trinité-et-Tobago                        | W Connection FC                          | Vice-champion de Trinité-et-Tobago 2016-2017     |
| Caribbean Amateur Club Championship      |                                          |                                                  |
| Aruba                                    | SV Deportivo Nacional                    | Champion d'Aruba 2016-2017                       |
| Barbade                                  | Weymouth Wales FC                        | Champion de la Barbade 2017                      |
| Bonaire                                  | Real Rincon                              | Champion de Bonaire 2016-2017                    |
| Îles Caïmans                             | Bodden Town FC                           | Champion des îles Caïmans 2016-2017              |
| Curaçao                                  | RKSV Centro Dominguito                   | Champion de Curaçao 2017                         |
| Grenade                                  | Hard Rock Football Club                  | Finaliste du championnat de Grenade 2016         |
| Guadeloupe                               | Unité sainte rosienne                    | Champion de Guadeloupe 2016-2017                 |
| Guyana                                   | Guyana Defence Force FC                  | Champion du Guyana 2016-2017                     |
| Martinique                               | Club franciscain                         | Champion de la Martinique 2016-2017              |
| Saint-Christophe-et-Niévès               | Cayon Rockets                            | Champion de Saint-Christophe-et-Niévès 2016-2017 |
| Saint-Vincent-et-les-Grenadines          | Avenues United FC (en)                   | Champion de Saint-Vincent-et-les-Grenadines 2017 |
| Suriname                                 | Inter Moengotapoe                        | Champion du Suriname 2016-2017                   |

| Suriname : Inter Moengotapoe Atlántico FC Atlético Pantoja Real Hope FA Racing Gonaïves Arnett Gardens FC Portmore United FC W Connection FC Central FC SV Deportivo Nacional Weymouth Wales FC Real Rincon Bodden Town FC RKSV Centro Dominguito Hard Rock FC Unité Sainte Rosienne Guyana Defence Force FC Club franciscain Cayon Rockets Avenues United FC (en) |

Les fédérations suivantes n'ont pas présenté d'équipe lors de cette édition :
| - Anguilla - Antigua-et-Barbuda - Bahamas - Bermudes - Îles Vierges américaines | - Îles Vierges britanniques - Cuba - Dominique - Guyane française - Montserrat | - Porto Rico - Sainte-Lucie - Saint-Martin - Sint Maarten - Îles Turques-et-Caïques |

## Calendrier
| Tours                                    | Matchs                                   | Équipes participantes                    | Équipes restantes                        |                                          |                                          |
| Caribbean Professional Club Championship | Caribbean Professional Club Championship | Caribbean Professional Club Championship | Caribbean Professional Club Championship | Caribbean Professional Club Championship | Caribbean Professional Club Championship |
| ---------------------------------------- | ---------------------------------------- | ---------------------------------------- | ---------------------------------------- | ---------------------------------------- | ---------------------------------------- |
| Phase de groupes (2018)                  |                                          |                                          |                                          |                                          |                                          |
| Journées 1 Journées 2 Journées 3         | 31 janvier-11 février                    | 8                                        | 8 à 4                                    |                                          |                                          |
| Phase finale (2018)                      |                                          |                                          |                                          |                                          |                                          |
| Demi-finales                             | 11 mai                                   | 4                                        | 4 à 2                                    |                                          |                                          |
| Finale                                   | 13 mai                                   | 2                                        | 2 à 1                                    |                                          |                                          |
| Caribbean Amateur Club Championship      |                                          |                                          |                                          |                                          |                                          |
| Journées 1 Journées 2 Journées 3         | 13-17 avril                              | 12                                       | 12 à 4                                   |                                          |                                          |
| Phase finale (2018)                      |                                          |                                          |                                          |                                          |                                          |
| Demi-finales                             | 19 avril                                 | 4                                        | 4 à 2                                    |                                          |                                          |
| Finale                                   | 21 avril                                 | 2                                        | 2 à 1                                    |                                          |                                          |
| Barrage professionnels-amateurs          |                                          |                                          |                                          |                                          |                                          |
| Finales                                  | 16 mai                                   | 2                                        | 2 à 1                                    |                                          |                                          |

## Caribbean Professional Club Championship

### Phase de groupe
Le tirage au sort des groupes a été réalisé le 21 décembre 2017 au siège de la CONCACAF à Miami et retransmis sur YouTube.
Les deux premiers de chaque groupes sont directement qualifiés pour la suite de la compétition.

#### Groupe A
Les matchs se jouent au Stade Ato-Boldon de Couva à Trinité-et-Tobago.
| Rang | Équipe            | Pts | J | G | N | P | Bp | Bc | Diff |
| ---- | ----------------- | --- | - | - | - | - | -- | -- | ---- |
| 1    | Atlético Pantoja  | 7   | 3 | 2 | 1 | 0 | 6  | 0  | +6   |
| 2    | Arnett Gardens FC | 4   | 3 | 1 | 1 | 1 | 5  | 2  | +3   |
| 3    | W Connection FC   | 3   | 3 | 1 | 0 | 2 | 2  | 5  | -3   |
| 4    | Real Hope FA      | 3   | 3 | 1 | 0 | 2 | 1  | 7  | -6   |

| Résultats (▼dom., ►ext.) |  |     |     |     |
| Arnett Gardens FC        |  | 0-0 | 4-0 | 1-2 |
| Atlético Pantoja         |  |     | 3-0 | 3-0 |
| Real Hope FA             |  |     |     | 1-0 |
| W Connection FC          |  |     |     |     |

#### Groupe B
Les matchs se jouent au Stade Cibao (en) de Santiago de los Caballeros en République dominicaine.
| Rang | Équipe             | Pts | J | G | N | P | Bp | Bc | Diff |
| ---- | ------------------ | --- | - | - | - | - | -- | -- | ---- |
| 1    | Central FC         | 6   | 3 | 2 | 0 | 1 | 4  | 2  | +2   |
| 2    | Portmore United FC | 4   | 3 | 1 | 1 | 1 | 4  | 3  | +1   |
| 3    | Atlántico FC       | 4   | 3 | 1 | 1 | 1 | 4  | 4  | 0    |
| 4    | Racing Gonaïves    | 3   | 3 | 1 | 0 | 2 | 2  | 5  | -3   |

| Résultats (▼dom., ►ext.) |  |     |     |     |
| Atlántico FC             |  | 0-1 | 2-2 | 2-1 |
| Central FC               |  |     | 0-2 | 3-0 |
| Portmore United FC       |  |     |     | 0-1 |
| Racing Gonaïves          |  |     |     |     |

### Phase finale
Les matchs se jouent à Kingston en Jamaïque.

#### Tableau
|  | Demi-finales                       | Demi-finales      | Demi-finales                       |      |      | Finale                             | Finale | Finale |  |
|  |                                    |                   |                                    |      |      |                                    |        |        |  |
|  | 11 mai 2018, Complexe A. Spaulding |                   |                                    |      |      |                                    |        |        |  |
|  |                                    |                   |                                    |      |      |                                    |        |        |  |
|  | Atlético Pantoja                   | 4                 |                                    |      |      |                                    |        |        |  |
|  | Atlético Pantoja                   | 4                 | 13 mai 2018, Complexe A. Spaulding |      |      |                                    |        |        |  |
|  | Portmore United FC                 | 3                 |                                    |      |      |                                    |        |        |  |
|  | Portmore United FC                 | 3                 | Atlético Pantoja                   | 0    | 0(6) |                                    |        |        |  |
|  | 11 mai 2018, Complexe A. Spaulding |                   | Atlético Pantoja                   | 0    | 0(6) |                                    |        |        |  |
|  |                                    | Arnett Gardens FC | 0                                  | 0(5) |      |                                    |        |        |  |
|  | Arnett Gardens FC                  | Arnett Gardens FC | 0                                  | 0(5) | 2    |                                    |        |        |  |
|  | Arnett Gardens FC                  |                   |                                    |      | 2    |                                    |        |        |  |
|  | Central FC                         | 0                 |                                    |      |      |                                    |        |        |  |
|  | Central FC                         | 0                 |                                    |      |      |                                    |        |        |  |
|  |                                    |                   |                                    |      |      | 3e Place                           |        |        |  |
|  |                                    |                   |                                    |      |      | 13 mai 2018, Complexe A. Spaulding |        |        |  |
|  |                                    |                   |                                    |      |      | Portmore United FC                 | 2      |        |  |
|  |                                    |                   |                                    |      |      | Central FC                         | 1      |        |  |

#### Demi-finales
| 11 mai 2018 | Atlético Pantoja                                                                  | 4 – 3 | Portmore United FC                                  | Complexe A. Spaulding, Kingston |  |
|             | 24e Roberto Rosado · 30e Eduardo Centeno · 45e Luis Espinal · 69e Eduardo Centeno |       | 28e Jovan East · 34e Jovan East · 52e Jeremie Lynch |                                 |  |

| 11 mai 2018 | Arnett Gardens FC                     | 2 – 0 | Central FC | Complexe A. Spaulding, Kingston |
|             | 37e Tamar Edwards · 54e Marvin Morgan |       |            |                                 |

#### Match pour la 3eplace
Le vainqueur est qualifié pour la Ligue de la CONCACAF 2018 alors que le quatrième joue un match de barrage face au champion amateur des Caraïbes.
| 13 mai 2018 | Portmore United FC                   | 2 – 1 | Central FC         | Complexe A. Spaulding, Kingston |  |
|             | Rosario Harriott · 63e Jeremie Lynch |       | 63e Duane Muckette |                                 |  |

#### Finale
Le vainqueur est qualifié pour la Ligue des champions de la CONCACAF 2019 alors que le finaliste est qualifié pour la Ligue de la CONCACAF 2018.
| 13 mai 2018 | Atlético Pantoja | 0 – 0             | Arnett Gardens FC                                                                                            | Complexe A. Spaulding, Kingston |                          |
| 20:00       | |                   | | Arbitrage : Joel Aguilar        | Arbitrage : Joel Aguilar |
| 20:00       | Jean Carlos López Moscoso · Nicolás Rebollo · Eduardo Centeno · Jesús Quintero · Armando Maita · Carlos Russell · Miguel Báez | Tirs au but 6 – 5 | Lennox Russell · Newton Sterling · Al Nesbeth · Fabian Reid · Jarmar Jackson · Jabeur Johnson · Jamar Martin | Arbitrage : Joel Aguilar        | Arbitrage : Joel Aguilar |

| Champion professionnel des Caraïbes 2018 |
| ---------------------------------------- |
| Atlético Pantoja 1er titre               |

## Caribbean Amateur Club Championship

### Phase de groupe
Le tirage au sort des groupes a été réalisé le 15 février 2018 au siège de la CONCACAF à Miami et retransmis sur YouTube.
Les premiers de chaque groupes sont directement qualifiés pour la suite de la compétition, ainsi que le meilleur deuxième des trois groupes.
Les matchs se jouent à Santiago de los Caballeros en République dominicaine.

#### Groupe A
| Rang | Équipe                | Pts | J | G | N | P | Bp | Bc | Diff |
| ---- | --------------------- | --- | - | - | - | - | -- | -- | ---- |
| 1    | Inter Moengotapoe     | 9   | 3 | 3 | 0 | 0 | 15 | 1  | +14  |
| 2    | SV Deportivo Nacional | 6   | 3 | 2 | 0 | 1 | 5  | 7  | -2   |
| 3    | Unité sainte rosienne | 3   | 3 | 1 | 0 | 2 | 2  | 5  | -3   |
| 4    | Weymouth Wales FC     | 0   | 3 | 0 | 0 | 3 | 3  | 10 | -7   |

| Résultats (▼dom., ►ext.) |  |     |     |     |
| Inter Moengotapoe        |  | 5-0 | 5-1 | 5-0 |
| SV Deportivo Nacional    |  |     | 2-0 | 3-2 |
| Unité sainte rosienne    |  |     |     | 2-1 |
| Weymouth Wales FC        |  |     |     |     |

#### Groupe B
| Rang | Équipe                  | Pts             | J               | G               | N               | P               | Bp              | Bc              | Diff            |
| ---- | ----------------------- | --------------- | --------------- | --------------- | --------------- | --------------- | --------------- | --------------- | --------------- |
| 1    | Real Rincon             | 4               | 2               | 1               | 1               | 0               | 5               | 3               | +2              |
| 2    | Avenues United FC (en)  | 4               | 2               | 1               | 1               | 0               | 5               | 4               | +1              |
| 3    | Hard Rock Football Club | 0               | 2               | 0               | 0               | 2               | 3               | 6               | -3              |
| 4    | Guyana Defence Force FC | Forfait général | Forfait général | Forfait général | Forfait général | Forfait général | Forfait général | Forfait général | Forfait général |

| Résultats (▼dom., ►ext.) |  |  |     |     |
| Avenues United FC (en)   |  |  | 3-2 | 2-2 |
| Guyana Defence Force FC  |  |  |     |     |
| Hard Rock Football Club  |  |  |     | 1-3 |
| Real Rincon              |  |  |     |     |

#### Groupe C
| Rang | Équipe                 | Pts | J | G | N | P | Bp | Bc | Diff |
| ---- | ---------------------- | --- | - | - | - | - | -- | -- | ---- |
| 1    | Club franciscain       | 6   | 3 | 2 | 0 | 1 | 12 | 4  | +8   |
| 2    | RKSV Centro Dominguito | 5   | 3 | 1 | 2 | 0 | 4  | 3  | +1   |
| 3    | Bodden Town FC         | 4   | 3 | 1 | 1 | 1 | 4  | 6  | -2   |
| 4    | Cayon Rockets          | 1   | 3 | 0 | 1 | 2 | 3  | 10 | -7   |

| Résultats (▼dom., ►ext.) |  |     |     |     |
| Bodden Town FC           |  | 2-1 | 0-0 | 2-5 |
| Cayon Rockets            |  |     | 2-2 | 0-6 |
| RKSV Centro Dominguito   |  |     |     | 2-1 |
| Club franciscain         |  |     |     |     |

#### Classement des meilleurs seconds
Les trois équipes ayant terminé seconde de leur poule sont classées afin de déterminer quelle formation se qualifie pour la phase finale.
| Rang | Équipe                 | Pts | J | G | N | P | Bp | Bc | Diff |
| ---- | ---------------------- | --- | - | - | - | - | -- | -- | ---- |
| 1    | SV Deportivo Nacional  | 6   | 3 | 2 | 0 | 1 | 5  | 7  | -2   |
| 2    | RKSV Centro Dominguito | 5   | 3 | 1 | 2 | 0 | 4  | 3  | +1   |
| 3    | Avenues United FC (en) | 4   | 2 | 1 | 1 | 0 | 5  | 3  | +2   |

### Phase finale
Les matchs se jouent à Santiago de los Caballeros en République dominicaine.

#### Tableau
|  | Demi-finales                    | Demi-finales     | Demi-finales                    |   |  | Finale                          | Finale | Finale |  |
|  |                                 |                  |                                 |   |  |                                 |        |        |  |
|  | 19 avril 2018, Stade Cibao (en) |                  |                                 |   |  |                                 |        |        |  |
|  |                                 |                  |                                 |   |  |                                 |        |        |  |
|  | Inter Moengotapoe               | 4                |                                 |   |  |                                 |        |        |  |
|  | Inter Moengotapoe               | 4                | 21 avril 2018, Stade Cibao (en) |   |  |                                 |        |        |  |
|  | SV Deportivo Nacional           | 0                |                                 |   |  |                                 |        |        |  |
|  | SV Deportivo Nacional           | 0                | Inter Moengotapoe               | 1 |  |                                 |        |        |  |
|  | 19 avril 2018, Stade Cibao (en) |                  | Inter Moengotapoe               | 1 |  |                                 |        |        |  |
|  |                                 | Club franciscain | 2                               |   |  |                                 |        |        |  |
|  | Club franciscain                | Club franciscain | 2                               | 2 |  |                                 |        |        |  |
|  | Club franciscain                |                  |                                 | 2 |  |                                 |        |        |  |
|  | Real Rincon                     | 0                |                                 |   |  |                                 |        |        |  |
|  | Real Rincon                     | 0                |                                 |   |  |                                 |        |        |  |
|  |                                 |                  |                                 |   |  | 3e Place                        |        |        |  |
|  |                                 |                  |                                 |   |  | 21 avril 2018, Stade Cibao (en) |        |        |  |
|  |                                 |                  |                                 |   |  | SV Deportivo Nacional           | 1      |        |  |
|  |                                 |                  |                                 |   |  | Real Rincon                     | 3      |        |  |

#### Demi-finales
| 19 avril 2018 | Inter Moengotapoe                                                        | 4 – 0 | SV Deportivo Nacional | Stade Cibao (en), Santiago de los Caballeros |                             |
|               | Joel Baja 47e · Romeo Kastiel 54e · Ives Vlijter 61e · Romeo Kastiel 67e |       |                       | Arbitrage : Adonis Carrasco                  | Arbitrage : Adonis Carrasco |

| 19 avril 2018 | Club franciscain                          | 2 – 0 | Real Rincon | Stade Cibao (en) , Santiago de los Caballeros |                            |
|               | Stéphane Abaul 68e · Jorick Ephestion 72e |       |             | Arbitrage : Keylor Herrera                    | Arbitrage : Keylor Herrera |
|               | Rapport                                   |       |             | Arbitrage : Keylor Herrera                    | Arbitrage : Keylor Herrera |

#### Match pour la 3eplace
| 21 avril 2018 | SV Deportivo Nacional | 1 – 3 | Real Rincon                                                 | Stade Cibao (en) , Santiago de los Caballeros |                          |
|               | Devis Oliveros 36e    |       | Aryton Cicilia 8e · Terrence Frans 12e · Aryton Cicilia 30e | Arbitrage : Sergio Reyna                      | Arbitrage : Sergio Reyna |

#### Finale
Le vainqueur est qualifié pour le match de barrage face au quatrième du championnat professionnel des Caraïbes.
| 21 avril 2018 | Inter Moengotapoe | 1 – 2 | Club franciscain                      | Stade Cibao (en) , Santiago de los Caballeros |                             |
|               | Romeo Kastiel 5e  |       | Djénhael Maingé 15e · Yann Thimon 43e | Arbitrage : Kevin Morrisson                   | Arbitrage : Kevin Morrisson |
|               | Rapport           |       |                                       | Arbitrage : Kevin Morrisson                   | Arbitrage : Kevin Morrisson |

| Champion amateur des Caraïbes 2018 |
| ---------------------------------- |
| Club franciscain 1er titre         |

## Barrage professionnels-amateurs
Le vainqueur est qualifié pour la Ligue de la CONCACAF 2018.
| 16 mai 2018 | Central FC        | 1 – 2 | Club franciscain                       | Complexe A. Spaulding, Kingston |  |
|             | Anthony Wolfe 15e |       | Djenaël Maingé 27e · Johnny Marajo 45e |                                 |  |
|             | Rapport           |       |                                        |                                 |  |